# جون كلاي (لاعب كرة قدم أمريكية)
جون كلاي (بالإنجليزية: John Clay)‏ هو لاعب كرة قدم أمريكية أمريكي، ولد في 1 مايو 1964 في سانت لويس في الولايات المتحدة.

## وصلات خارجية
- جون كلاي على موقع مرجع كرة القدم المحترفة.كوم (الإنجليزية)